# Annapurna Dakšin

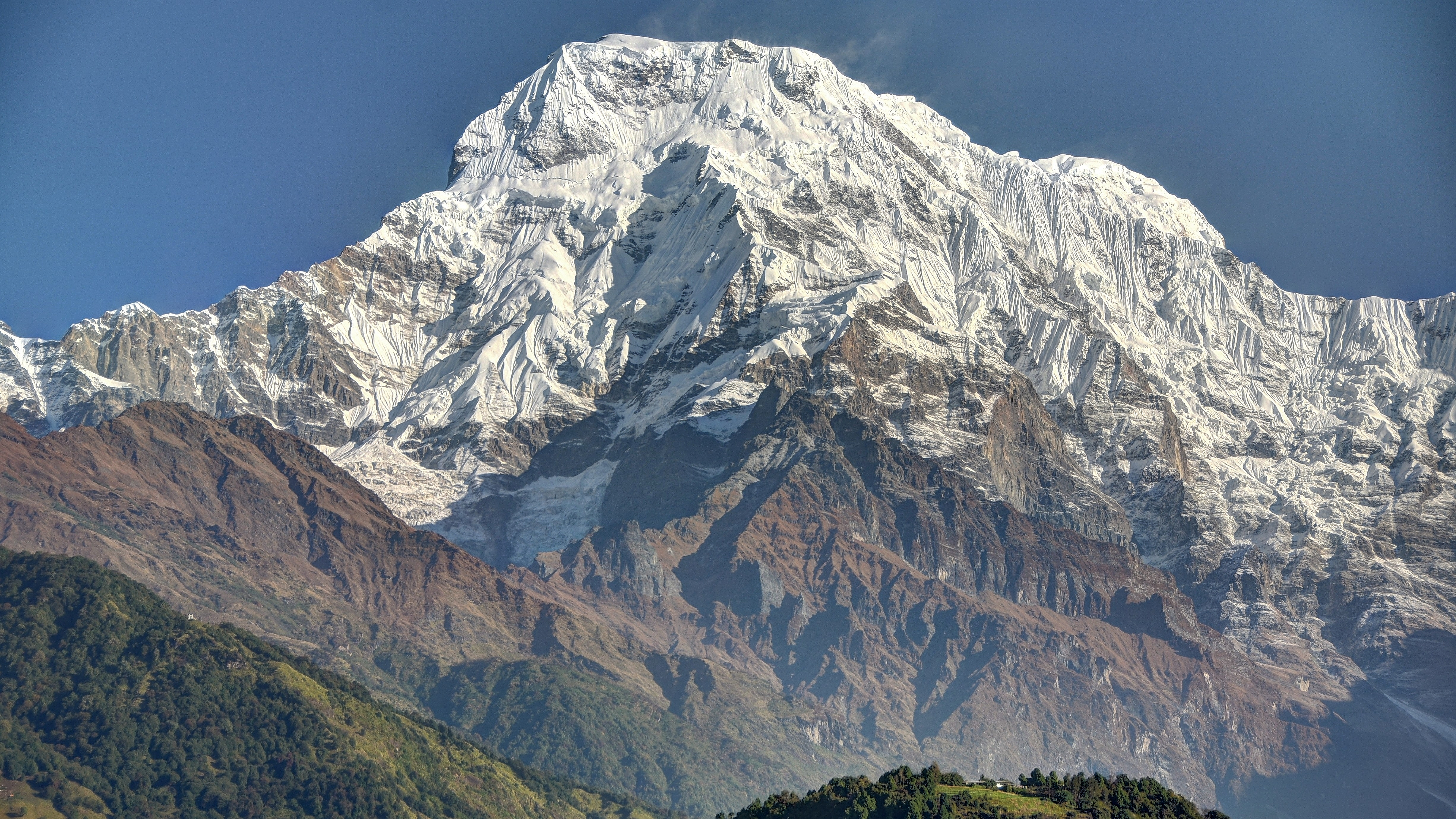

Annapurna Dakšin (také známá jako Annapurna Dakshin,Annapurna South nebo Moditse), je hora vysoká 7 219 m n. m. nacházející se v Nepálu v pohoří Himálaj.

## Prvovýstup
Prvovýstup byl proveden japonskou expedicí a horolezci Shoichiro Uyeo a Sherpa Mingma Tsering dosáhli vrcholu dne 15. října 1964.